# Kilija
Kilija eller Kilia (ukrainsk: Кілія́, ukrainsk udtale: [k⁽ʲ⁾i.l⁽ʲ⁾iˈjɑ]; rumænsk: Chilia Nouă) er en by i Odessa oblast i det sydvestlige Ukraine. Den ligger i Donaudeltaet, i det Bessarabiske historiske distrikt Budjak. Kilijske hyrlo, en flodarm af Donau, som adskiller Ukraine fra Rumænien, er opkaldt efter den.
Byen har 19.116  indbyggere (2021).
På den anden side af floden ligger den rumænske by Ctapa Kilija (Gamle Kilija) blev grundlagt af de græske byzantinere som κελλία, kellia på græsk svarende til "kornmagasiner", et navn, der første gang blev nævnt i 1241 i persiske værker af krønikeskriveren Rashid-al-Din Hamadani. Kilija kaldes derfor undertiden Nova Kiliia, der betyder Nyt Kilija.
På det sted, der i dag er Kilija, oprettede Republikken Genova en stor koloni, kendt som "Licostomo", ledet af en konsul (en repræsentant for Republikken i regionen). Fra den tid er kun forsvarsgravene fra en genovesisk fæstning tilbage.